# Compêndio da Doutrina Cristã na Língua Portuguesa e Brasílica

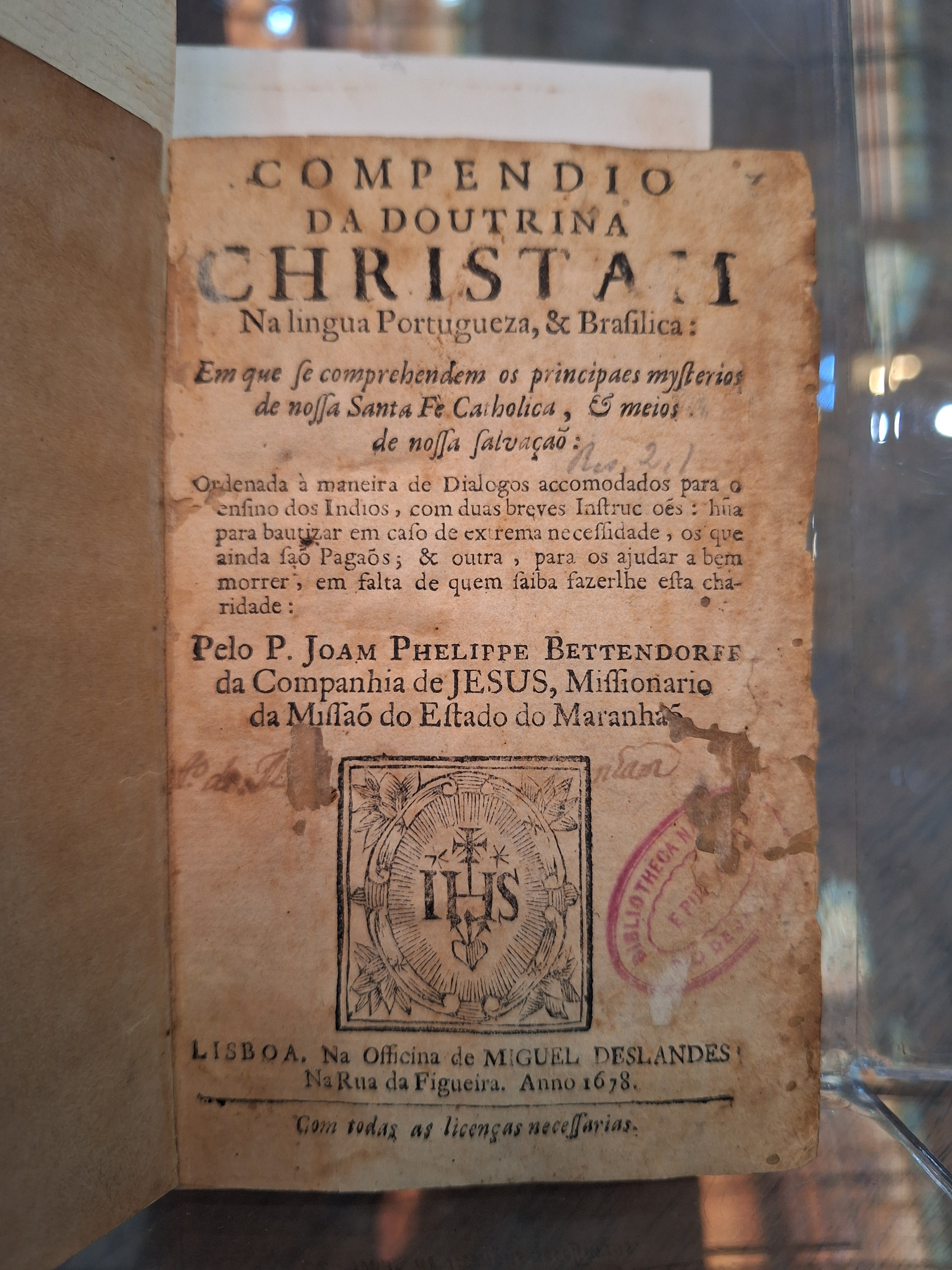
Página de título da edição de 1687; segundo Serafim Leite, o ano exato da impressão é este, e não 1678, como consta na capa.

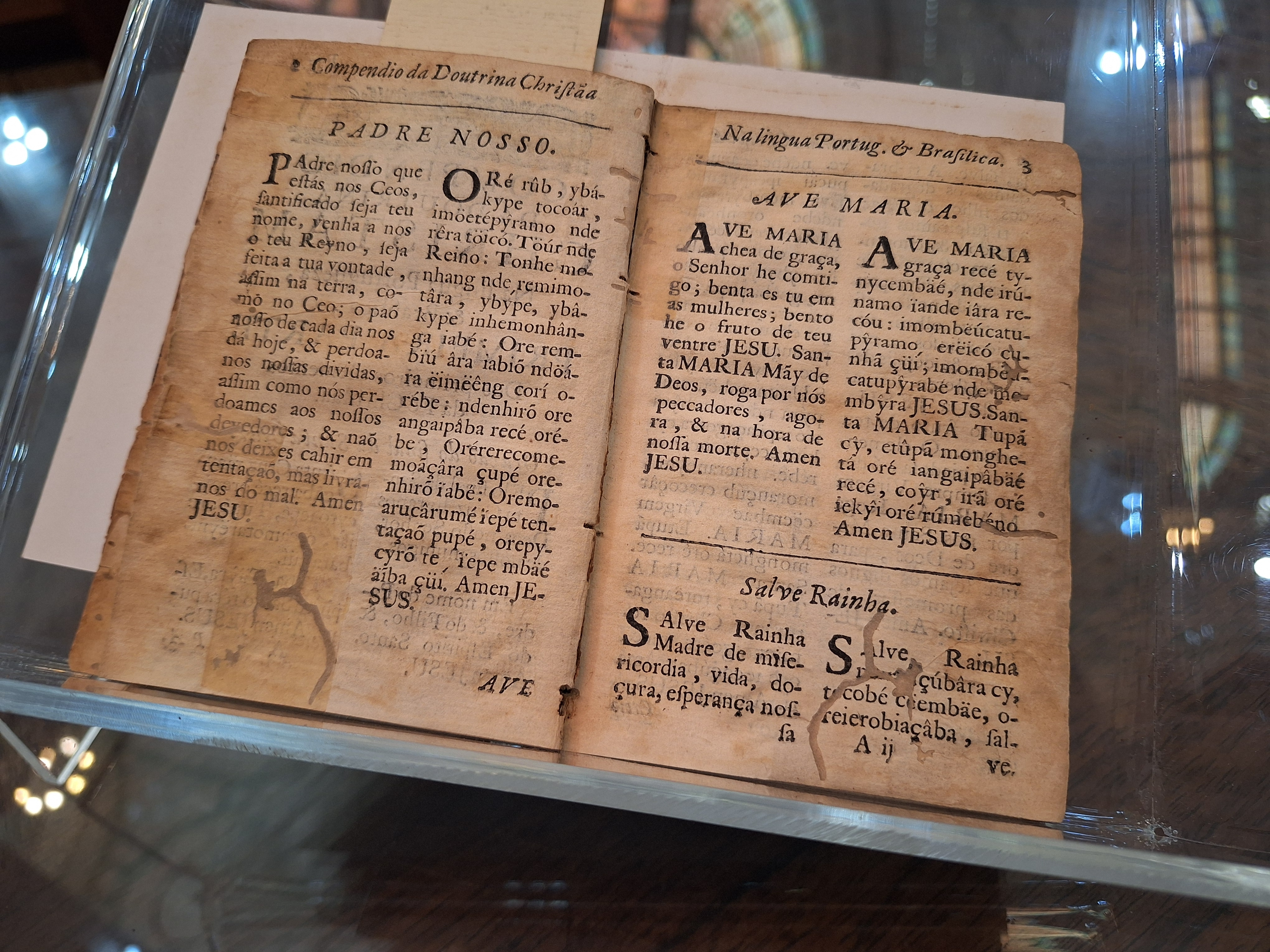
Livro aberto com o pai-nosso, a ave-maria e o início da salve-rainha, em português e tupi

Compêndio da doutrina cristã na língua portuguesa e brasílica é um catecismo escrito por João Filipe Bettendorff, publicado em 1687 na cidade de Lisboa. Foi o último livro em língua tupi antiga impresso pela Companhia de Jesus no período colonial brasileiro e o primeiro cuja autoria pertence a um jesuíta atuante na Amazônia. Teve uma segunda edição impressa em 1800, também publicada em Lisboa, por José Mariano da Conceição Veloso.
É por vezes considerado a obra mais inacessível entre os textos em tupi impressos pelos jesuítas nos séculos XVI e XVII; o único tupinólogo que teve acesso à primeira edição foi Antônio Lemos Barbosa. Sabe-se da existência de apenas dois exemplares dessa primeira edição, um na Fundação Biblioteca Nacional, no Rio de Janeiro, e outro na Biblioteca Nacional da Espanha.
O tupi encontrado no Compêndio de Bettendorff aparece levemente alterado, apresentando construções incompatíveis com os ensinamentos de José de Anchieta e Luís Figueira. Lemos Barbosa sugere que isso pode refletir uma evolução natural da língua e observa que a "conjugação subordinada" do tupi passava, na época, por um período de confusão. No entanto, ele também reconhece a possibilidade de erro por parte de Bettendorff, afirmando que o autor do Compêndio "não tinha domínio completo da língua" e que, portanto, algumas de suas construções devem ser consideradas enganos, e não evidências de evolução linguística.